# Tornei di tennis femminili indipendenti nel 1973
Nel 1973 alcuni tornei di tennis femminili facevano parte del Virginia Slims Circuit 1973, altri del Women's International Grand Prix 1973, ma alcuni non erano inseriti in nessuno dei 2 circuiti.

## Calendario

### Gennaio
| Settimana  | Torneo                                                                                  | Vincitore                                               | Finalista                            | Semifinalisti | Eliminati ai quarti |
| ---------- | --------------------------------------------------------------------------------------- | ------------------------------------------------------- | ------------------------------------ | ------------- | ------------------- |
| 1º gennaio | Auckland Championships 1973 Auckland, Nuova Zelanda Erba Singolare - Doppio             | Marilyn Pryde-Lawrence 7-6 6-2                          | Patricia Bostrom                     |               |                     |
| 1º gennaio | Auckland Championships 1973 Auckland, Nuova Zelanda Erba Singolare - Doppio             | Jill Fraser Beverley Vercoe 2-6 6-3 6-2                 | Jeanette Amer Judy Connor            |               |                     |
| 1º gennaio | Sydney Manly Seaside Championships 1973 Sydney, Australia Erba Singolare - Doppio       | Gai Healey 7-5 6-3                                      | Norma Marsh                          |               |                     |
| 1º gennaio | Sydney Manly Seaside Championships 1973 Sydney, Australia Erba Singolare - Doppio       | Norma Eastburn Gai Healey 6-1 6-7 6-3                   | Norma Marsh Sandra Walsham           |               |                     |
| 1º gennaio | Coupe Bivort 1973 Parigi, Francia Singolare - Doppio                                    | Rosalba Vido 6-4 6-2                                    | Elly Appel                           |               |                     |
| 1º gennaio | Coupe Bivort 1973 Parigi, Francia Singolare - Doppio                                    |                                                         |                                      |               |                     |
| 3 gennaio  | Faucombrige Trophy 1973 Valencia, Spagna Terra rossa Singolare - Doppio                 | Tine Swaan 3-6 6-3 6-4                                  | Carmen Perea-Alcala                  |               |                     |
| 3 gennaio  | Faucombrige Trophy 1973 Valencia, Spagna Terra rossa Singolare - Doppio                 |                                                         |                                      |               |                     |
| 3 gennaio  | Torneo di Mamers 1973 Mamers, Francia Singolare - Doppio                                | Odile de Roubin 2-6 7-6 8-6                             | Gail Sherriff Chanfreau Lovera       |               |                     |
| 3 gennaio  | Torneo di Mamers 1973 Mamers, Francia Singolare - Doppio                                |                                                         |                                      |               |                     |
| 6 gennaio  | Border Championships 1973 East London, Sudafrica Cemento Singolare - Doppio             | Allison McMillan 3-6 6-0 6-2                            | Linky Boshoff                        |               |                     |
| 6 gennaio  | Border Championships 1973 East London, Sudafrica Cemento Singolare - Doppio             | Linky Boshoff Ilana Kloss 6-2 6-2                       | Jeanine Lieffrig Sharon Walsh        |               |                     |
| 7 gennaio  | New South Wales Open 1973 Sydney, Australia Erba Singolare - Doppio                     | Margaret Smith-Court 4-6 6-3 10-8                       | Evonne Goolagong Cawley              |               |                     |
| 7 gennaio  | New South Wales Open 1973 Sydney, Australia Erba Singolare - Doppio                     | Chris O'Neil Kazuko Sawamatsu 6-3 6-4                   | Lesley Charles Glynis Coles-Bond     |               |                     |
| 7 gennaio  | Pacific Coast Indoors 1973 Portland, USA Campo indoor Singolare - Doppio                | Mona Schallau 6-1 6-4                                   | Marita Redondo                       |               |                     |
| 7 gennaio  | Pacific Coast Indoors 1973 Portland, USA Campo indoor Singolare - Doppio                | Janet Newberry Mona Schallau 6-4 4-6 6-2                | Ann Kiyomura Marita Redondo          |               |                     |
| 13 gennaio | Natal Open 1973 Durban, Sudafrica Cemento Singolare - Doppio                            | Sharon Walsh 0-6 6-3 6-4                                | Patricia Walkden-Pretorius           |               |                     |
| 13 gennaio | Natal Open 1973 Durban, Sudafrica Cemento Singolare - Doppio                            | Ilana Kloss Pat Pretorius 6-0 6-1                       | Jeanine Lieffrig Sharon Walsh        |               |                     |
| 14 gennaio | Moscow International Indoor Open 1973 Mosca, USSR Campo indoor Singolare - Doppio       | Marina Chuvyrina 6-3 6-1                                | Galina Bakšeeva                      |               |                     |
| 14 gennaio | Moscow International Indoor Open 1973 Mosca, USSR Campo indoor Singolare - Doppio       | Marina Chuvyrina Galina Bakšeeva 6-3 3-6 6-3            | Yevgenia Izopaitis Ol'ga Morozova    |               |                     |
| 14 gennaio | San Diego March of Dimes Tournament 1973 San Diego, USA Cemento Singolare - Doppio      | Bunny Bruning 1-6 6-1 6-3                               | Susie Hagey                          |               |                     |
| 14 gennaio | San Diego March of Dimes Tournament 1973 San Diego, USA Cemento Singolare - Doppio      | Karen Susman Kathy Willett 6-3 7-5                      | Sue Boyle Bunny Bruning              |               |                     |
| 15 gennaio | Benson & Hedges Open 1973 Auckland, Nuova Zelanda Erba Singolare - Doppio               | Evonne Goolagong Cawley 6-0 6-1                         | Marilyn Pryde-Lawrence               |               |                     |
| 15 gennaio | Benson & Hedges Open 1973 Auckland, Nuova Zelanda Erba Singolare - Doppio               | Evonne Goolagong Cawley Janet Young 6-1 6-3             | Patricia Coleman-Gregg Marilyn Tesch |               |                     |
| 20 gennaio | New Zealand Open 1973 Christchurch, Nuova Zelanda Erba Singolare - Doppio               | Evonne Goolagong Cawley 7-6 6-2                         | Janet Young                          |               |                     |
| 20 gennaio | New Zealand Open 1973 Christchurch, Nuova Zelanda Erba Singolare - Doppio               | Evonne Goolagong Cawley Janet Young 6-1 6-1             | Patricia Coleman-Gregg Marilyn Tesch |               |                     |
| 22 gennaio | Estonian Open 1973 Tallinn, Unione Sovietica Campo indoor Singolare - Doppio            | Lidya Zinkevich 7-5 7-6                                 | Marina Chuvyrina                     |               |                     |
| 22 gennaio | Estonian Open 1973 Tallinn, Unione Sovietica Campo indoor Singolare - Doppio            | Ol'ga Morozova Marina Chuvyrina 6-0 7-5                 | Yevgenia Biriukova Anna Yeremeyeva   |               |                     |
| 28 gennaio | German Covered Court Championships 1973 Brema, Germania Campo indoor Singolare - Doppio | Ingrid Lofdahl-Bentzer 6-2 1-6 6-3                      | Heide Schildeknecht-Orth             |               |                     |
| 28 gennaio | German Covered Court Championships 1973 Brema, Germania Campo indoor Singolare - Doppio | Ingrid Lofdahl-Bentzer Heide Schildeknecht-Orth 6-4 6-0 | Lindsey Beaven Jackie Fayter-Hough   |               |                     |

### Febbraio
| Settimana   | Torneo                                                                                               | Vincitore                                         | Finalista                          | Semifinalisti | Eliminati ai quarti |
| ----------- | --- | ------------------------------------------------- | ---------------------------------- | ------------- | ------------------- |
| 1º febbraio | New Zealand Hard Court Championships 1973 Whangerei, Nuova Zelanda Terra rossa Singolare - Doppio    | Dianne Fromholtz Balestrat 7-6 7-6                | Marilyn Pryde-Lawrence             |               |                     |
| 1º febbraio | New Zealand Hard Court Championships 1973 Whangerei, Nuova Zelanda Terra rossa Singolare - Doppio    | Helen Crozier Chris O'Neil 6-3 6-1                | Patricia Bostrom Gordon            |               |                     |
| 4 febbraio  | Torneo di Lake Worth 1973 Lake Worth, USA Singolare - Doppio                                         | Patty Ann Reese 6-4 6-1                           | Monica Rho                         |               |                     |
| 4 febbraio  | Torneo di Lake Worth 1973 Lake Worth, USA Singolare - Doppio                                         | Monica Rho Sabine Bennegger 6-3 6-1               | Kathy Kolifrath Karen Mostler      |               |                     |
| 4 febbraio  | Scandanavian Covered Court Championships 1973 Helsinki, Finlandia Campo indoor Singolare - Doppio    | Ingrid Lofdahl-Bentzer 6-2 3-6 6-2                | Jackie Fayter-Hough                |               |                     |
| 4 febbraio  | Scandanavian Covered Court Championships 1973 Helsinki, Finlandia Campo indoor Singolare - Doppio    | Ingrid Lofdahl-Bentzer Mimi Wikstedt 6-0 6-3      | Lindsey Beaven Jackie Fayter-Hough |               |                     |
| 6 febbraio  | New South Wales Hard Court Championships 1973 Gloucester, Australia Terra rossa Singolare - Doppio   | Evonne Goolagong Cawley 6-2 6-0                   | Dianne Fromholtz Balestrat         |               |                     |
| 6 febbraio  | New South Wales Hard Court Championships 1973 Gloucester, Australia Terra rossa Singolare - Doppio   | Evonne Goolagong Cawley Jan Lehane O'Neil 6-0 6-3 | Helen Crozier Gai Healey           |               |                     |
| 7 febbraio  | New Zealand Hard Court Championships 1973 Christchurch, Nuova Zelanda Terra rossa Singolare - Doppio | Dianne Fromholtz Balestrat 7-6 7-6                | Marilyn Pryde-Lawrence             |               |                     |
| 7 febbraio  | New Zealand Hard Court Championships 1973 Christchurch, Nuova Zelanda Terra rossa Singolare - Doppio |                                                   |                                    |               |                     |
| 11 febbraio | South Florida Championships 1973 West Palm Beach, USA Singolare - Doppio                             | Bunny Smith 6-4 7-5                               | Sabine Bennegger                   |               |                     |
| 11 febbraio | South Florida Championships 1973 West Palm Beach, USA Singolare - Doppio                             |                                                   |                                    |               |                     |
| 12 febbraio | Winter All Union Championships 1973 Baku, Unione Sovietica Campo indoor Singolare - Doppio           | Ol'ga Morozova 6-1 6-2                            | Marina Krošina                     |               |                     |
| 12 febbraio | Winter All Union Championships 1973 Baku, Unione Sovietica Campo indoor Singolare - Doppio           | Ol'ga Morozova Zaiga Yansone 6-3 6-1              | Galina Bakšeeva Marina Chuvyrina   |               |                     |

### Marzo
| Settimana | Torneo | Vincitore                                               | Finalista                     | Semifinalisti | Eliminati ai quarti |
| --------- | --- | ------------------------------------------------------- | ----------------------------- | ------------- | ------------------- |
| marzo     | Danish Indoors Championships 1973 , Danimarca Singolare - Doppio                                                 | Anne-Mette Sørensen                                     |                               |               |                     |
| marzo     | Danish Indoors Championships 1973 , Danimarca Singolare - Doppio                                                 | Gitte Grage Ejlerskov Mari-Ann Bloch-Jørgensen Klougart |                               |               |                     |
| marzo     | Danish Indoors Championships 1973 , Danimarca Singolare - Doppio                                                 | Doppio misto: Anne-Mette Sørensen Niels Knudsen         |                               |               |                     |
| marzo     | San Luis Potosi International 1973 San Luis Potosi, Messico Terra rossa Singolare - Doppio                       | Becky Vest                                              | Daryl Gralka                  |               |                     |
| marzo     | San Luis Potosi International 1973 San Luis Potosi, Messico Terra rossa Singolare - Doppio                       | Gina Diaz Ponce Lourdes Diaz Ponce                      |                               |               |                     |
| 1º marzo  | Kenya Championships 1973 Nairobi, Kenya Singolare - Doppio                                                       | Nathalie Fuchs 8-6 6-3                                  | Katja Burgemeister Ebbinghaus |               |                     |
| 1º marzo  | Kenya Championships 1973 Nairobi, Kenya Singolare - Doppio                                                       | Katja Burgemeister Ebbinghaus Dvies 6-4 2-6 6-2         | Austin Nathalie Fuchs         |               |                     |
| 1º marzo  | Moscow International 1973 Mosca, Unione Sovietica Campo indoor Singolare - Doppio                                | Ol'ga Morozova 6-2 6-3                                  | Galina Bakšeeva               |               |                     |
| 1º marzo  | Moscow International 1973 Mosca, Unione Sovietica Campo indoor Singolare - Doppio                                |                                                         |                               |               |                     |
| 3 marzo   | Torneo di Monte Carlo 1973 Monte Carlo, Monte Carlo Terra rossa Singolare - Doppio                               | H. Gnemmi 6-2 9-7                                       | M. McMordie                   |               |                     |
| 3 marzo   | Torneo di Monte Carlo 1973 Monte Carlo, Monte Carlo Terra rossa Singolare - Doppio                               |                                                         |                               |               |                     |
| 5 marzo   | Perth Championships 1973 Perth, Australia Singolare - Doppio                                                     | Christine Matison 6-3 6-1                               | L. Cooper                     |               |                     |
| 5 marzo   | Perth Championships 1973 Perth, Australia Singolare - Doppio                                                     |                                                         |                               |               |                     |
| 11 marzo  | Egyptian International Cairo Championships 1973 Il Cairo, Egitto Terra rossa Singolare - Doppio                  | Marina Chuvyrina 2-6 8-6 3-4 ritiro                     | Lea Pericoli                  |               |                     |
| 11 marzo  | Egyptian International Cairo Championships 1973 Il Cairo, Egitto Terra rossa Singolare - Doppio                  |                                                         |                               |               |                     |
| 12 marzo  | South-West Districts Championships 1973 Warrnambool, Australia Singolare - Doppio                                | Judy Tegart Dalton 6-1 6-1                              | Maureen McCalman              |               |                     |
| 12 marzo  | South-West Districts Championships 1973 Warrnambool, Australia Singolare - Doppio                                |                                                         |                               |               |                     |
| 18 marzo  | Egyptian International Alexandria Championships 1973 Alessandria d'Egitto, Egitto Terra rossa Singolare - Doppio | Nathalie Fuchs 6-2 6-0                                  | Odile de Roubin               |               |                     |
| 18 marzo  | Egyptian International Alexandria Championships 1973 Alessandria d'Egitto, Egitto Terra rossa Singolare - Doppio |                                                         |                               |               |                     |
| 26 marzo  | Nice Mediterranean Championships 1973 Nizza, Francia Singolare - Doppio                                          | Nathalie Fuchs 4-6 7-5 6-1                              | Heidi Reetmeyer               |               |                     |
| 26 marzo  | Nice Mediterranean Championships 1973 Nizza, Francia Singolare - Doppio                                          |                                                         |                               |               |                     |
| 27 marzo  | Torneo di Beaulieu 1973 Beaulieu, Francia Singolare - Doppio                                                     | Tine Swaan 6-2 4-6 6-3                                  | Elly Vessies-Appel            |               |                     |
| 27 marzo  | Torneo di Beaulieu 1973 Beaulieu, Francia Singolare - Doppio                                                     |                                                         |                               |               |                     |

### Aprile
| Settimana | Torneo | Vincitore                                                  | Finalista                            | Semifinalisti | Eliminati ai quarti |
| --------- | --- | ---------------------------------------------------------- | ------------------------------------ | ------------- | ------------------- |
| 2 aprile  | Riviera Championships 1973 Mentone, Francia Terra rossa Singolare - Doppio                                                                  | Odile de Roubin 7-5 6-3                                    | Monique Salfati-di Maso              |               |                     |
| 2 aprile  | Riviera Championships 1973 Mentone, Francia Terra rossa Singolare - Doppio                                                                  |                                                            |                                      |               |                     |
| 15 aprile | Nice Lawn Tennis Club Championships 1973 Nizza, Francia Terra rossa Singolare - Doppio                                                      | Ingrid Lofdahl-Bentzer 6-1 1-6 6-1                         | Fiorella Bonicelli                   |               |                     |
| 15 aprile | Nice Lawn Tennis Club Championships 1973 Nizza, Francia Terra rossa Singolare - Doppio                                                      | Fiorella Bonicelli Anne-Mette Sorensen 7-5 5-7 10-8        | Ingrid Lofdahl-Bentzer Mimi Wikstedt |               |                     |
| 17 aprile | USSR Masters 1973 Tashkent, Unione Sovietica Singolare - Doppio                                                                             | Marina Krošina 6-4 6-2                                     | Yelena Granaturova                   |               |                     |
| 17 aprile | USSR Masters 1973 Tashkent, Unione Sovietica Singolare - Doppio                                                                             | Tatiana Lagoiskaya Anna Yeremeyeva 4-6 6-3 6-3             | Evgenia Biryukova Marina Krošina     |               |                     |
| 21 aprile | Cumberland Hard Court Championships 1973 Hampstead, Gran Bretagna Terra rossa Singolare - Doppio                                            | Linda Mottram 7-5 2-6 6-2                                  | Veronica Burton                      |               |                     |
| 21 aprile | Cumberland Hard Court Championships 1973 Hampstead, Gran Bretagna Terra rossa Singolare - Doppio                                            | Virginia Wade Joyce Barclay-Williams-Hume 6-0 6-1          | Lindsey Beaven Veronica Burton       |               |                     |
| 22 aprile | WTA Monte Carlo 1973 Monte Carlo, Monte Carlo Terra rossa Singolare - Doppio                                                                | Fiorella Bonicelli 6-4 6-2                                 | Renáta Tomanová                      |               |                     |
| 22 aprile | WTA Monte Carlo 1973 Monte Carlo, Monte Carlo Terra rossa Singolare - Doppio                                                                | Ingrid Lofdahl-Bentzer Mimi Wikstedt 6-1 6-3               | Lucia Bassi Daniela Marzano          |               |                     |
| 22 aprile | WTA Monte Carlo 1973 Monte Carlo, Monte Carlo Terra rossa Singolare - Doppio                                                                | Doppio misto: Fiorella Bonicelli Jürgen Fassbender 6-4 6-4 | Judith Gohn Dimitru Haradau          |               |                     |
| 24 aprile | Southport Hard Court Championships 1973 (North of England Hard Court Championships) Southport, Gran Bretagna Terra rossa Singolare - Doppio | Heather Allen 4-6 6-0 6-3                                  | A. Morris                            |               |                     |
| 24 aprile | Southport Hard Court Championships 1973 (North of England Hard Court Championships) Southport, Gran Bretagna Terra rossa Singolare - Doppio |                                                            |                                      |               |                     |
| 28 aprile | Norwich Tournament 1973 Norwich, Gran Bretagna Terra rossa Singolare - Doppio                                                               | Veronica Burton 6-3 4-6 6-4                                | Christine Truman                     |               |                     |
| 28 aprile | Norwich Tournament 1973 Norwich, Gran Bretagna Terra rossa Singolare - Doppio                                                               | Mandy Morgan Pam Whytcross 6-4 8-6                         | Veronica Burton Linday Blachford     |               |                     |

### Maggio
| Settimana | Torneo                                                                                        | Vincitore                                                                  | Finalista                        | Semifinalisti | Eliminati ai quarti |
| --------- | --------------------------------------------------------------------------------------------- | -------------------------------------------------------------------------- | -------------------------------- | ------------- | ------------------- |
| maggio    | River Plate Championships 1973 Buenos Aires, Argentina Terra rossa Singolare - Doppio         | Beatrix Araujo                                                             | Fernandez Ruiz                   |               |                     |
| maggio    | River Plate Championships 1973 Buenos Aires, Argentina Terra rossa Singolare - Doppio         |                                                                            |                                  |               |                     |
| maggio    | Toray Sillok 1973 Tokyo, Giappone Campo indoor Singolare - Doppio                             | Billie Jean King 7-6 5-7 6-3                                               | Nancy Richey                     |               |                     |
| maggio    | Toray Sillok 1973 Tokyo, Giappone Campo indoor Singolare - Doppio                             | Laura DuPont Kristen Kemmer 8-6                                            | Nancy Gunter Karen Krantzcke     |               |                     |
| 1º maggio | Ojai Valley Championships 1973 Ojai, USA Cemento Singolare - Doppio                           | Laurie Tenney 6-4 6-2                                                      | Linda Lewis                      |               |                     |
| 1º maggio | Ojai Valley Championships 1973 Ojai, USA Cemento Singolare - Doppio                           | Jane Stratton Laurie Tenney 6-1 6-2                                        | Sue Stap Norma Veal              |               |                     |
| 1º maggio | Israel Spring International 1973 Tel Aviv, Israele Singolare - Doppio                         | Paulina Peisachov 7-6 6-3                                                  | Kora Schweidy                    |               |                     |
| 1º maggio | Israel Spring International 1973 Tel Aviv, Israele Singolare - Doppio                         | Paulina Peisachov Tamar Sendik 6-1 6-2                                     | Kora Schweidy Petra Wilms        |               |                     |
| 5 maggio  | Sutton Hard Court Championships 1973 Sutton, Gran Bretagna Terra rossa Singolare - Doppio     | Lindsey Beaven 1-6 6-4 7-6                                                 | Veronica Burton                  |               |                     |
| 5 maggio  | Sutton Hard Court Championships 1973 Sutton, Gran Bretagna Terra rossa Singolare - Doppio     | Lesley Charles Winnie Shaw 6-7 6-4 6-3                                     | Jenny Walker Kerry Walker        |               |                     |
| 12 maggio | Southern California Championships 1973 Los Angeles, USA Cemento Singolare - Doppio            | Marita Redondo 7-5 6-4                                                     | Laurie Tenney                    |               |                     |
| 12 maggio | Southern California Championships 1973 Los Angeles, USA Cemento Singolare - Doppio            | May Marita Redondo 6-3 7-5                                                 | Laurie Tenney Robin Tenney       |               |                     |
| 12 maggio | Paddington Hard Court Championships 1973 Londra, Gran Bretagna Terra rossa Singolare - Doppio | Frances Candy 1-6 6-3 10-8                                                 | Gai Healey                       |               |                     |
| 12 maggio | Paddington Hard Court Championships 1973 Londra, Gran Bretagna Terra rossa Singolare - Doppio |                                                                            |                                  |               |                     |
| 13 maggio | Stuttgart Tournament 1973 Stoccarda, Germania Terra rossa Singolare - Doppio                  | Christina Sandberg 7-5 6-2                                                 | Edith Winkens                    |               |                     |
| 13 maggio | Stuttgart Tournament 1973 Stoccarda, Germania Terra rossa Singolare - Doppio                  | Christina Sandberg Mimi Wikstedt 7-6 7-6                                   | Lany Kaligis Lita Sugiarto       |               |                     |
| 13 maggio | California State Championships 1973 Portola Valley, USA Singolare - Doppio                    | Kate Latham 2-6 7-5 6-1                                                    | Brenda Garcia                    |               |                     |
| 13 maggio | California State Championships 1973 Portola Valley, USA Singolare - Doppio                    | Barbara Downs Ann Kiyomura 6-1 6-3                                         | Susan Anawalt Marlene Muench     |               |                     |
| 19 maggio | WTA Lee-on-Solent 1973 Lee-on-the-Solent, Gran Bretagna Terra rossa Singolare - Doppio        | Evonne Goolagong Cawley 6-3 6-2                                            | Patricia Walkden-Pretorius       |               |                     |
| 19 maggio | WTA Lee-on-Solent 1973 Lee-on-the-Solent, Gran Bretagna Terra rossa Singolare - Doppio        | Evonne Goolagong Cawley Janet Young 6-1, 6-2                               | Jackie Fayter-Hough Peggy Michel |               |                     |
| 19 maggio | Surrey Hard Court Championships 1973 Guildford, Gran Bretagna Terra rossa Singolare - Doppio  | Dianne Fromholtz Balestrat 7-5 6-3                                         | Kazuko Sawamatsu                 |               |                     |
| 19 maggio | Surrey Hard Court Championships 1973 Guildford, Gran Bretagna Terra rossa Singolare - Doppio  | Patti Hogan Sharon Walsh Lesley Charles Glynis Coles-Bond titolo condiviso |                                  |               |                     |
| 20 maggio | Paris Tournament 1973 Parigi, Francia Terra rossa Singolare - Doppio                          | Helga Hoesl 6-1 6-4                                                        | Raquel Giscafré                  |               |                     |
| 20 maggio | Paris Tournament 1973 Parigi, Francia Terra rossa Singolare - Doppio                          |                                                                            |                                  |               |                     |
| 26 maggio | Rothmans Connaught Championships 1973 Chingford, Gran Bretagna Terra rossa Singolare - Doppio | Dianne Fromholtz Balestrat 6-1 3-6 6-4                                     | Ilana Kloss                      |               |                     |
| 26 maggio | Rothmans Connaught Championships 1973 Chingford, Gran Bretagna Terra rossa Singolare - Doppio | Ilana Kloss Linky Boshoff 6-2 6-1                                          | Linday Blachford Susan Minford   |               |                     |
| 28 maggio | Tulsa Invitation 1973 Tulsa, USA Terra rossa Singolare - Doppio                               | Jeanne Evert 7-6 6-1                                                       | Janice Metcalf                   |               |                     |
| 28 maggio | Tulsa Invitation 1973 Tulsa, USA Terra rossa Singolare - Doppio                               |                                                                            |                                  |               |                     |

### Giugno
| Settimana | Torneo                                                                                | Vincitore                                                                                | Finalista                              | Semifinalisti | Eliminati ai quarti |
| --------- | ------------------------------------------------------------------------------------- | ---------------------------------------------------------------------------------------- | -------------------------------------- | ------------- | ------------------- |
| 2 giugno  | Surrey Grass Court Championships 1973 Surbiton, Gran Bretagna Erba Singolare - Doppio | Wendy Turnbull 6-2 6-0                                                                   | Ann Kiyomura                           |               |                     |
| 2 giugno  | Surrey Grass Court Championships 1973 Surbiton, Gran Bretagna Erba Singolare - Doppio | Linky Boshoff Ilana Kloss 7-5 6-2                                                        | Ann Kiyomura Peggy Michel              |               |                     |
| 2 giugno  | Surrey Grass Court Championships 1973 Surbiton, Gran Bretagna Erba Singolare - Doppio | Doppio misto: Lesley Charles Mark Farell Linky Boshoff Colin Dowdeswell titolo condiviso |                                        |               |                     |
| 9 giugno  | Gulf Coast Women Pro Tournament 1973 Mobile, USA Singolare - Doppio                   | Billie Jean King 6-3 7-5                                                                 | Françoise Dürr                         |               |                     |
| 9 giugno  | Gulf Coast Women Pro Tournament 1973 Mobile, USA Singolare - Doppio                   | Billie Jean King Rosie Casals 6-3 4-6 6-2                                                | Françoise Dürr Valerie Ziegenfuss      |               |                     |
| 9 giugno  | Northern Championships 1973 Manchester, Gran Bretagna Erba Singolare - Doppio         | Glynis Coles-Bond 6-1 3-6 6-4                                                            | Linky Boshoff                          |               |                     |
| 9 giugno  | Northern Championships 1973 Manchester, Gran Bretagna Erba Singolare - Doppio         | Lesley Charles Glynis Coles-Bond 8-6 4-6 6-3                                             | Cyntia Doerner-Seiler Barbara Downs    |               |                     |
| 9 giugno  | Northern Championships 1973 Manchester, Gran Bretagna Erba Singolare - Doppio         | Doppio misto: Patti Hogan Alan McDonald 3-6 6-1 10-8                                     | Lesley Charles Stephen Warboys         |               |                     |
| 9 giugno  | Embassy Tournament 1973 Stourbridge, Gran Bretagna Erba Singolare - Doppio            | Ines Roget 7-5 3-6 6-3                                                                   | Elvira Weisenberger                    |               |                     |
| 9 giugno  | Embassy Tournament 1973 Stourbridge, Gran Bretagna Erba Singolare - Doppio            | Ines Roget Elvira Weisenberger 6-3 6-1                                                   | Helen Lennon Molsey                    |               |                     |
| 10 giugno | Torneo di Chichester 1973 Chichester, Gran Bretagna Erba Singolare - Doppio           | Dianne Fromholtz Balestrat 6-1 6-0                                                       | Brigette Cuypers                       |               |                     |
| 10 giugno | Torneo di Chichester 1973 Chichester, Gran Bretagna Erba Singolare - Doppio           | Julie Heldman Ann Kiyomura 7-5, 6-3                                                      | Jackie Fayter-Hough Peggy Michel       |               |                     |
| 16 giugno | Merseyside Tournament 1973 Merseyside, Gran Bretagna Erba Singolare - Doppio          | Wendy Turnbull 8-6 6-4                                                                   | Susan Minford                          |               |                     |
| 16 giugno | Merseyside Tournament 1973 Merseyside, Gran Bretagna Erba Singolare - Doppio          |                                                                                          |                                        |               |                     |
| 16 giugno | Torneo di Halifax 1973 Halifax, Gran Bretagna Erba Singolare - Doppio                 | Judith Connor 6-2 6-4                                                                    | Pat Billing                            |               |                     |
| 16 giugno | Torneo di Halifax 1973 Halifax, Gran Bretagna Erba Singolare - Doppio                 | Pat Billing Judith Connor 6-2 6-2                                                        | Sally Arnott M. Arnott                 |               |                     |
| 17 giugno | Kent Championships 1973 Beckenham, Gran Bretagna Erba Singolare - Doppio              | Dianne Fromholtz Balestrat 7-5 0-6 6-1                                                   | Janet Newberry                         |               |                     |
| 17 giugno | Kent Championships 1973 Beckenham, Gran Bretagna Erba Singolare - Doppio              | Marina Krošina Ol'ga Morozova 8-6, 6-3                                                   | Jackie Fayter-Hough Peggy Michel       |               |                     |
| 17 giugno | Kent Championships 1973 Beckenham, Gran Bretagna Erba Singolare - Doppio              | Doppio misto: Ol'ga Morozova Alex Metreveli 6-3 6-1                                      | Marita Redondo Jean-Baptiste Chanfreau |               |                     |
| 23 giugno | South Northumberland Championships 1973 , Gran Bretagna Erba Singolare - Doppio       | Greer Stevens 6-1 6-0                                                                    | Graham                                 |               |                     |
| 23 giugno | South Northumberland Championships 1973 , Gran Bretagna Erba Singolare - Doppio       | Crawford Lorrians 6-2 6-3                                                                | Collingworth Graham                    |               |                     |

### Luglio
| Settimana | Torneo | Vincitore                                                                            | Finalista                                  | Semifinalisti | Eliminati ai quarti |
| --------- | --- | ------------------------------------------------------------------------------------ | ------------------------------------------ | ------------- | ------------------- |
| luglio    | Midland Counties Championships 1973 Edgbaston, Gran Bretagna Erba Singolare - Doppio                       | Hazel Cheadle 3-6 6-2 7-5                                                            | P. Reynolds                                |               |                     |
| luglio    | Midland Counties Championships 1973 Edgbaston, Gran Bretagna Erba Singolare - Doppio                       |                                                                                      |                                            |               |                     |
| luglio    | American Tennis Association Championships 1973 Boston, USA Singolare - Doppio                              | Mimi Kanarek                                                                         |                                            |               |                     |
| luglio    | American Tennis Association Championships 1973 Boston, USA Singolare - Doppio                              | Barbara Faulkner Bessie Stockard                                                     |                                            |               |                     |
| luglio    | American Tennis Association Championships 1973 Boston, USA Singolare - Doppio                              | Doppio misto: Ann Koger Tyrone Mapp                                                  |                                            |               |                     |
| luglio    | Soviet Championships 1973 , Unione Sovietica Singolare - Doppio                                            | Marina Krošina 6-1 6-4                                                               | Rausa Islanova                             |               |                     |
| luglio    | Soviet Championships 1973 , Unione Sovietica Singolare - Doppio                                            | Ol'ga Morozova Zaiga Yansone 6-0 6-4                                                 | Lydia Zinkevich Tiiu-Kivi Parmas           |               |                     |
| luglio    | Soviet Championships 1973 , Unione Sovietica Singolare - Doppio                                            | Doppio misto: Ol'ga Morozova Alex Metreveli 6-2 6-4                                  | Marina Chyuvirina Tejmuraz Kakulija        |               |                     |
| luglio    | Danish Outdoors Championships 1973 , Danimarca Singolare - Doppio                                          | Anne-Mette Sørensen                                                                  |                                            |               |                     |
| luglio    | Danish Outdoors Championships 1973 , Danimarca Singolare - Doppio                                          | Gitte Grage Ejlerskov Mari-Ann Bloch-Jørgensen Klougart                              |                                            |               |                     |
| luglio    | Danish Outdoors Championships 1973 , Danimarca Singolare - Doppio                                          | Doppio misto: Dorte Ekner Lars Elvstrøm                                              |                                            |               |                     |
| luglio    | Maccabean Games 1973 Tel Aviv, Israele Singolare - Doppio                                                  | Ilana Kloss 6-1 6-3                                                                  | Janet Haas                                 |               |                     |
| luglio    | Maccabean Games 1973 Tel Aviv, Israele Singolare - Doppio                                                  |                                                                                      |                                            |               |                     |
| 1º luglio | Southern Championships 1973 Raleigh, USA Singolare - Doppio                                                | Jeanne Evert 6-4 5-7 6-2                                                             | Donna Ganz                                 |               |                     |
| 1º luglio | Southern Championships 1973 Raleigh, USA Singolare - Doppio                                                | Janice Metcalf Jane Stratton 6-3 6-4                                                 | Betsy Nagelsen Joanne Russell              |               |                     |
| 9 luglio  | Torneo di Travemünde 1973 Travemünde, Germania Terra rossa Singolare - Doppio                              | Helga Niessen Masthoff 6-4 6-3                                                       | Kazuko Sawamatsu                           |               |                     |
| 9 luglio  | Torneo di Travemünde 1973 Travemünde, Germania Terra rossa Singolare - Doppio                              | Helga Masthoff Heide Orth 6-2 6-3                                                    | Kayoko Fukuoka Kazuko Sawamatsu            |               |                     |
| 11 luglio | Moscow Championships 1973 Mosca, Unione Sovietica Singolare - Doppio                                       | Marina Chuvyrina 6-8 6-4 6-2                                                         | Yevgenia Izopaitus                         |               |                     |
| 11 luglio | Moscow Championships 1973 Mosca, Unione Sovietica Singolare - Doppio                                       | Marina Chuvyrina Tatiana Lagoiskaya 6-1 3-6 6-3                                      | Yelena Granaturova Pstrulina               |               |                     |
| 14 luglio | East of England Championships 1973 Felixstone, Gran Bretagna Erba Singolare - Doppio                       | Greer Stevens 6-2 6-1                                                                | Diane Riste                                |               |                     |
| 14 luglio | East of England Championships 1973 Felixstone, Gran Bretagna Erba Singolare - Doppio                       | Mandy Morgan Pam Whytcross                                                           | Jenny Helliar Rosemary Pearson             |               |                     |
| 15 luglio | Swedish Open 1973 Båstad, Svezia Terra rossa Singolare - Doppio                                            | Glynis Coles-Bond 4-6 6-4 6-3                                                        | Christina Sandberg                         |               |                     |
| 15 luglio | Swedish Open 1973 Båstad, Svezia Terra rossa Singolare - Doppio                                            | Ana Maria Pinto-Bravo Christina Sandberg 2-6 6-4 6-2                                 | Sue Barker Glynis Coles-Bond               |               |                     |
| 15 luglio | WTA Swiss Open 1973 Gstaad, Svizzera Terra rossa Singolare - Doppio                                        | Julie Anthony 6-4 7-5                                                                | Raquel Giscafré                            |               |                     |
| 15 luglio | WTA Swiss Open 1973 Gstaad, Svizzera Terra rossa Singolare - Doppio                                        | Julie Anthony Raquel Giscafré 6-2 6-0                                                | Ching Ling Chang Carmen Coronado Mandarino |               |                     |
| 15 luglio | Welsh Open 1973 Newport, Gran Bretagna Erba Singolare - Doppio                                             | Julie Heldman 1-6 6-1 11-9                                                           | Dianne Fromholtz Balestrat                 |               |                     |
| 15 luglio | Welsh Open 1973 Newport, Gran Bretagna Erba Singolare - Doppio                                             | Patti Hogan Sharon Walsh Dianne Fromholtz Balestrat Julie Heldman titolo condiviso   |                                            |               |                     |
| 15 luglio | Czechoslovakian Championships 1973 Pilzen, Cecoslovacchia Singolare - Doppio                               | Martina Navrátilová 6-2 6-1                                                          | Renáta Tomanová                            |               |                     |
| 15 luglio | Czechoslovakian Championships 1973 Pilzen, Cecoslovacchia Singolare - Doppio                               | Martina Navrátilová Renáta Tomanová                                                  | Jana Pikorova Vopivkova                    |               |                     |
| 15 luglio | Birmingham Classic 1973 Birmingham, USA Singolare - Doppio                                                 | Laurie Tenney 7-6 4-6 6-3                                                            | Joanne Russell                             |               |                     |
| 15 luglio | Birmingham Classic 1973 Birmingham, USA Singolare - Doppio                                                 |                                                                                      |                                            |               |                     |
| 21 luglio | Essex Championships 1973 Frinton, Gran Bretagna Erba Singolare - Doppio                                    | Corinne Molesworth 8-6 7-5                                                           | Greer Stevens                              |               |                     |
| 21 luglio | Essex Championships 1973 Frinton, Gran Bretagna Erba Singolare - Doppio                                    | Burage Jennings walkover                                                             | Geeves Greer Stevens                       |               |                     |
| 21 luglio | Scottish Championships 1973 Edimburgo, Gran Bretagna Erba Singolare - Doppio                               | Jill Cooper 6-4 1-6 6-3                                                              | Joyce Barclay-Williams-Hume                |               |                     |
| 21 luglio | Scottish Championships 1973 Edimburgo, Gran Bretagna Erba Singolare - Doppio                               |                                                                                      |                                            |               |                     |
| 22 luglio | WTA Austrian Open 1973 Kitzbühel, Austria Terra rossa Singolare - Doppio                                   | Evonne Goolagong Cawley Ol'ga Morozova titolo condiviso (finale sospesa per pioggia) |                                            |               |                     |
| 22 luglio | WTA Austrian Open 1973 Kitzbühel, Austria Terra rossa Singolare - Doppio                                   | Alla Ivanova Ol'ga Morozova 2–6, 6–4, 6–2                                            | Janet Young Evonne Goolagong Cawley        |               |                     |
| 22 luglio | Dutch Open 1973 Hilversum, Paesi Bassi Terra rossa Singolare - Doppio                                      | Betty Stöve 7-5 6-2                                                                  | Helga Niessen Masthoff                     |               |                     |
| 22 luglio | Dutch Open 1973 Hilversum, Paesi Bassi Terra rossa Singolare - Doppio                                      | Helga Niessen Masthoff Betty Stöve 6-2 7-6                                           | Brigette Cuypers Gertrudia Groenman-Walhof |               |                     |
| 23 luglio | Montana Invitational 1973 Crans-Montana, Svizzera Terra rossa Singolare - Doppio                           | Lucia Bassi 6-3 6-3                                                                  | Daniele Bouteleux                          |               |                     |
| 23 luglio | Montana Invitational 1973 Crans-Montana, Svizzera Terra rossa Singolare - Doppio                           | Ching Ling Chang Hideko Goto 6-0 0-6 6-2                                             | Rita Felix Martine Jeanneret               |               |                     |
| 29 luglio | Torneo di Davos 1973 Davos, Svizzera Terra rossa Singolare - Doppio                                        | Alena Palmeova-West 3-6 7-6 6-1                                                      | Daniele Bouteleux                          |               |                     |
| 29 luglio | Torneo di Davos 1973 Davos, Svizzera Terra rossa Singolare - Doppio                                        | Alena Palmeova-West Daniele Bouteleux 7-6 6-3                                        | Evagreth Emmenegger Marianne Kindler       |               |                     |
| 29 luglio | Bavarian Open 1973 Monaco di Baviera, Germania Terra rossa Singolare - Doppio                              | Helga Schultze-Hösl 4-6 6-2 6-1                                                      | Raquel Giscafré                            |               |                     |
| 29 luglio | Bavarian Open 1973 Monaco di Baviera, Germania Terra rossa Singolare - Doppio                              |                                                                                      |                                            |               |                     |
| 29 luglio | Czechoslovakian International Championships 1973 Bratislava, Cecoslovacchia Terra rossa Singolare - Doppio | Evonne Goolagong Cawley 6-3 6-3                                                      | Renáta Tomanová                            |               |                     |
| 29 luglio | Czechoslovakian International Championships 1973 Bratislava, Cecoslovacchia Terra rossa Singolare - Doppio | Renáta Tomanová Martina Navrátilová 6-2 6-4                                          | Evonne Goolagong Cawley Janet Young        |               |                     |
| 29 luglio | Hango International 1973 Hango, Finlandia Terra rossa Singolare - Doppio                                   | Helena Anliot 6-4 6-3                                                                | Judy Connor Chaloner                       |               |                     |
| 29 luglio | Hango International 1973 Hango, Finlandia Terra rossa Singolare - Doppio                                   | Helen Crozier Gai Healy 6-0 7-5                                                      | Ellis Kerry Hogarth                        |               |                     |
| 29 luglio | Turkey Open 1973 Istanbul, Turchia Terra rossa Singolare - Doppio                                          | Dianne Fromholtz Balestrat 6-4 6-2                                                   | Wendy Turnbull                             |               |                     |
| 29 luglio | Turkey Open 1973 Istanbul, Turchia Terra rossa Singolare - Doppio                                          |                                                                                      |                                            |               |                     |

### Agosto
| Settimana | Torneo                                                                                | Vincitore                                                | Finalista                                   | Semifinalisti | Eliminati ai quarti |
| --------- | ------------------------------------------------------------------------------------- | -------------------------------------------------------- | ------------------------------------------- | ------------- | ------------------- |
| 4 agosto  | Coupe Certina 1973 Ginevra, Svizzera Singolare - Doppio                               | Lucia Bassi 6-3 6-1                                      | Alena Palmeova-West                         |               |                     |
| 4 agosto  | Coupe Certina 1973 Ginevra, Svizzera Singolare - Doppio                               |                                                          |                                             |               |                     |
| 4 agosto  | Northumberland Championships 1973 Newcastle, Gran Bretagna Erba Singolare - Doppio    | Sue Mappin 6-1 6-1                                       | Wendy Slaughter                             |               |                     |
| 4 agosto  | Northumberland Championships 1973 Newcastle, Gran Bretagna Erba Singolare - Doppio    |                                                          |                                             |               |                     |
| 4 agosto  | Torneo di Alverstoke 1973 Alverstoke, Gran Bretagna Singolare - Doppio                | Diane Riste 6-1 6-2                                      | Betty Norman                                |               |                     |
| 4 agosto  | Torneo di Alverstoke 1973 Alverstoke, Gran Bretagna Singolare - Doppio                |                                                          |                                             |               |                     |
| 4 agosto  | Torneo di Alverstoke 1973 Alverstoke, Gran Bretagna Singolare - Doppio                | Doppio misto: Diane Riste J. Cooper 6-2 6-4              | Mrs K. McReady Philip Siviter               |               |                     |
| 4 agosto  | Torneo di Tunbridge Wells 1973 Tunbridge Wells, Gran Bretagna Erba Singolare - Doppio | Rosemary Pearson 6-2 6-4                                 | Mrs Keith Spurgeon                          |               |                     |
| 4 agosto  | Torneo di Tunbridge Wells 1973 Tunbridge Wells, Gran Bretagna Erba Singolare - Doppio | Mrs Keith Spurgeon Mrs F. Teubler 7-5 6-2                | Rosemary Pearson J. Stapleton               |               |                     |
| 4 agosto  | Torneo di Tunbridge Wells 1973 Tunbridge Wells, Gran Bretagna Erba Singolare - Doppio | Doppio misto: Mrs F Teubler Nick de Grunwald 4-6 6-0 6-2 | Mrs Keith Spurgeon Keith Spurgeon           |               |                     |
| 5 agosto  | Borgholm International 1973 Borgholm, Svezia Terra rossa Singolare - Doppio           | Ingrid Lofdahl-Bentzer 6-2 7-6                           | Isabelle Larsen                             |               |                     |
| 5 agosto  | Borgholm International 1973 Borgholm, Svezia Terra rossa Singolare - Doppio           | Elly Vessies-Appel Nellemieke Brouwer 6-3 6-2            | Nora Lauteslager-Blom Marijke Jansen-Schaar |               |                     |
| 11 agosto | Torneo di Bournemouth 1973 Bournemouth, Gran Bretagna Erba Singolare - Doppio         | Nuala Dwyer 6-2 6-2                                      | M. O'Toole                                  |               |                     |
| 11 agosto | Torneo di Bournemouth 1973 Bournemouth, Gran Bretagna Erba Singolare - Doppio         |                                                          |                                             |               |                     |
| 11 agosto | Torneo di Ilkley 1973 Ilkley, Gran Bretagna Erba Singolare - Doppio                   | Sue Mappin 7-5 6-1                                       | Mrs G. Russo                                |               |                     |
| 11 agosto | Torneo di Ilkley 1973 Ilkley, Gran Bretagna Erba Singolare - Doppio                   |                                                          |                                             |               |                     |
| 11 agosto | Torneo di Framlingham 1973 Framlingham, Gran Bretagna Erba Singolare - Doppio         | Diane Riste 6-2 6-2                                      | Mrs L. Fulcher                              |               |                     |
| 11 agosto | Torneo di Framlingham 1973 Framlingham, Gran Bretagna Erba Singolare - Doppio         |                                                          |                                             |               |                     |
| 11 agosto | Carmarthenshire Championships 1973 Llanelli, Gran Bretagna Erba Singolare - Doppio    | Annette Coe 6-3 6-1                                      | Mrs E. James                                |               |                     |
| 11 agosto | Carmarthenshire Championships 1973 Llanelli, Gran Bretagna Erba Singolare - Doppio    | Annette Coe Clare Coleman 3-6 6-3 6-2                    | Mrs E. James Betty Norman                   |               |                     |
| 12 agosto | German Closed Championships 1973 Braunschweig, Germania Singolare - Doppio            | Helga Hösl                                               |                                             |               |                     |
| 12 agosto | German Closed Championships 1973 Braunschweig, Germania Singolare - Doppio            | Helga Masthoff Heide Orth                                |                                             |               |                     |
| 12 agosto | German Closed Championships 1973 Braunschweig, Germania Singolare - Doppio            | Doppio misto: Heide Orth Jürgen Fassbender               |                                             |               |                     |
| 13 agosto | Brumana International 1973 Brummana, Libano Terra rossa Singolare - Doppio            | Raquel Giscafré 6-4 9-7                                  | Alena Palmeova-West                         |               |                     |
| 13 agosto | Brumana International 1973 Brummana, Libano Terra rossa Singolare - Doppio            |                                                          |                                             |               |                     |
| 13 agosto | Brumana International 1973 Brummana, Libano Terra rossa Singolare - Doppio            | Doppio misto: Raquel Giscafré Sandy Mayer 6-4 6-2        | Jackie Fayter Robert Maud                   |               |                     |
| 15 agosto | European Amateur Championships 1973 Pescara, Italia Singolare - Doppio                | Ol'ga Morozova 6-0 1-6 9-7                               | Éva Szabó                                   |               |                     |
| 15 agosto | European Amateur Championships 1973 Pescara, Italia Singolare - Doppio                | Anna Ivanova Ol'ga Morozova 6-3 3-6 6-1                  | Yevgenia Biryukova Marina Krošina           |               |                     |
| 17 agosto | Port Washington Women's Satellite 1973 Port Washington, USA Singolare - Doppio        | Marilyn Aschner 6-3 3-6 6-3                              | Mary McLean                                 |               |                     |
| 17 agosto | Port Washington Women's Satellite 1973 Port Washington, USA Singolare - Doppio        |                                                          |                                             |               |                     |
| 18 agosto | Torneo di Cromer 1973 Cromer, Gran Bretagna Singolare - Doppio                        | A. Lister 6-2 6-2                                        | C. Cummings                                 |               |                     |
| 18 agosto | Torneo di Cromer 1973 Cromer, Gran Bretagna Singolare - Doppio                        |                                                          |                                             |               |                     |
| 18 agosto | Torneo di Cranleigh 1973 Cranleigh, Gran Bretagna Erba Singolare - Doppio             | Mrs L. Cawthorne 6-3 6-1                                 | Mrs G. Russo                                |               |                     |
| 18 agosto | Torneo di Cranleigh 1973 Cranleigh, Gran Bretagna Erba Singolare - Doppio             |                                                          |                                             |               |                     |
| 20 agosto | Port Washington Women's Satellite 2 1973 Port Washington, USA Singolare - Doppio      | Betsy Nagelsen 2-6 6-2 6-0                               | Patty Schoolman                             |               |                     |
| 20 agosto | Port Washington Women's Satellite 2 1973 Port Washington, USA Singolare - Doppio      |                                                          |                                             |               |                     |
| 22 agosto | Tennis alla VII Universiade Mosca, USSR Singolare - Doppio                            | Ol'ga Morozova 6-3 7-5                                   | Kazuko Sawamatsu                            |               |                     |
| 22 agosto | Tennis alla VII Universiade Mosca, USSR Singolare - Doppio                            | Ol'ga Morozova Alla Ivanova 6-0 6-3                      | Kayoko Fukuoka Kazuko Sawamatsu             |               |                     |
| 25 agosto | Torneo di Exmouth 1973 Exmouth, Gran Bretagna Singolare - Doppio                      | Sue Barker 6-3 6-1                                       | Annette Coe                                 |               |                     |
| 25 agosto | Torneo di Exmouth 1973 Exmouth, Gran Bretagna Singolare - Doppio                      | Sue Barker Annette Coe 8-6 6-3                           | Debbie Eyre Sandra Coe                      |               |                     |
| 25 agosto | Torneo di Exmouth 1973 Exmouth, Gran Bretagna Singolare - Doppio                      | Doppio misto: Judy Congdon Mark Farrell 6-4 7-9 6-4      | Susan Battersby Michael Collins             |               |                     |
| 26 agosto | Eastern Grass Court Championships 1973 Orange, USA Erba Singolare - Doppio            | Fiorella Bonicelli 6-4 7-5                               | Lesley Turner Bowrey                        |               |                     |
| 26 agosto | Eastern Grass Court Championships 1973 Orange, USA Erba Singolare - Doppio            |                                                          |                                             |               |                     |
| 26 agosto | Pennsylvania Lawn Tennis Championship 1973 Filadelfia, USA Singolare - Doppio         | Candy Reynolds 1-6 7-6 6-0                               | Kathy May                                   |               |                     |
| 26 agosto | Pennsylvania Lawn Tennis Championship 1973 Filadelfia, USA Singolare - Doppio         |                                                          |                                             |               |                     |

### Settembre
| Settimana    | Torneo                                                                                           | Vincitore                                         | Finalista                            | Semifinalisti | Eliminati ai quarti |
| ------------ | ------------------------------------------------------------------------------------------------ | ------------------------------------------------- | ------------------------------------ | ------------- | ------------------- |
| 1º settembre | Torneo di Budleigh Salterton 1973 Budleigh Salterton, Gran Bretagna Erba Singolare - Doppio      | Corinne Molesworth 6-4 6-1                        | Claire Colman                        |               |                     |
| 1º settembre | Torneo di Budleigh Salterton 1973 Budleigh Salterton, Gran Bretagna Erba Singolare - Doppio      | Judy Congdon Corinne Molesworth 6-4 6-1           | Sandra Coe Evans                     |               |                     |
| 1º settembre | Torneo di Santander 1973 Santander, Spagna Terra rossa Singolare - Doppio                        | Florence Guedy 6-4 6-4                            | Ana María Estalella Manso            |               |                     |
| 1º settembre | Torneo di Santander 1973 Santander, Spagna Terra rossa Singolare - Doppio                        |                                                   |                                      |               |                     |
| 1º settembre | Torneo di St Moritz 1973 St Moritz, Svizzera Terra rossa Singolare - Doppio                      | Winnie Shaw 6-1 6-0                               | Jackie Fayter                        |               |                     |
| 1º settembre | Torneo di St Moritz 1973 St Moritz, Svizzera Terra rossa Singolare - Doppio                      |                                                   |                                      |               |                     |
| 1º settembre | Torneo di Havant 1973 Havant, Gran Bretagna Singolare - Doppio                                   | Diane Riste 6-2 6-2                               | B. Wojeik                            |               |                     |
| 1º settembre | Torneo di Havant 1973 Havant, Gran Bretagna Singolare - Doppio                                   |                                                   |                                      |               |                     |
| 2 settembre  | Sydney Metropolitan Hard Court Championships 1973 Sydney, Australia Singolare - Doppio           | Dianne Fromholtz 7-6 6-0                          | J. Blackshaw                         |               |                     |
| 2 settembre  | Sydney Metropolitan Hard Court Championships 1973 Sydney, Australia Singolare - Doppio           |                                                   |                                      |               |                     |
| 4 settembre  | Santa Monica Championships 1973 Santa Monica, USA Cemento Singolare - Doppio                     | Betty Ann Hansen 6-1 7-5                          | Lea Antopolis                        |               |                     |
| 4 settembre  | Santa Monica Championships 1973 Santa Monica, USA Cemento Singolare - Doppio                     | Sue Ince Donna Johnsrud 6-1 3-6 6-1               | Betsy Skidmore Nancy Skidmore        |               |                     |
| 9 settembre  | Salonika Tournament 1973 Salonicco, Grecia Terra rossa Singolare - Doppio                        | Margaret Tesch 6-2 2-6 6-3                        | Janine Whyte                         |               |                     |
| 9 settembre  | Salonika Tournament 1973 Salonicco, Grecia Terra rossa Singolare - Doppio                        |                                                   |                                      |               |                     |
| 9 settembre  | Athens International 1973 Atene, Grecia Terra rossa Singolare - Doppio                           | Lindsey Beaven 6-2 1-6 6-0                        | Cora Schediwy-Creydt                 |               |                     |
| 9 settembre  | Athens International 1973 Atene, Grecia Terra rossa Singolare - Doppio                           |                                                   |                                      |               |                     |
| 9 settembre  | Czechoslovakian Closed Championships 1973 Ostrava, Cecoslovacchia Terra rossa Singolare - Doppio | Marie Neumannová                                  | Vlasta Vopickova                     |               |                     |
| 9 settembre  | Czechoslovakian Closed Championships 1973 Ostrava, Cecoslovacchia Terra rossa Singolare - Doppio | Hana Hublerova Libuse Kuzelova                    | Jana Pikorova Vlasta Vopickova       |               |                     |
| 10 settembre | Ankara Championships 1973 Ankara, Turchia Terra rossa Singolare - Doppio                         | Helena Anliot 6-3 9-7                             | Carmen Perea                         |               |                     |
| 10 settembre | Ankara Championships 1973 Ankara, Turchia Terra rossa Singolare - Doppio                         | Klugart Anne-Mette Sorensen 6-4 5-7 6-3           | Helena Anliot Ann Charlotte Dahlberg |               |                     |
| 11 settembre | Hilton Head Classic 1973 Hilton Head, USA Cemento Singolare - Singolare                          | Margaret Smith-Court walkover                     | Chris Evert                          |               |                     |
| 11 settembre | Hilton Head Classic 1973 Hilton Head, USA Cemento Singolare - Singolare                          | Margaret Smith-Court Evonne Goolagong 3-6 6-3 6-4 | Chris Evert Billie Jean King         |               |                     |
| 16 settembre | Aix Golden Racquet Tournament 1973 Aix-en-Provence, Francia Terra rossa Singolare - Doppio       | A.M. Ganzabel 6-3 6-4                             | Seagalen                             |               |                     |
| 16 settembre | Aix Golden Racquet Tournament 1973 Aix-en-Provence, Francia Terra rossa Singolare - Doppio       |                                                   |                                      |               |                     |
| 23 settembre | Los Angeles Open 1973 Los Angeles, USA Cemento Singolare - Doppio                                | Kathy May 5-7 6-1 6-2                             | Lea Antonoplis                       |               |                     |
| 23 settembre | Los Angeles Open 1973 Los Angeles, USA Cemento Singolare - Doppio                                | Kathy May Marita Redondo 6-4 6-0                  | Lindsay Morse Nachland               |               |                     |

### Ottobre
| Settimana  | Torneo                                                                             | Vincitore                                  | Finalista                        | Semifinalisti | Eliminati ai quarti |
| ---------- | ---------------------------------------------------------------------------------- | ------------------------------------------ | -------------------------------- | ------------- | ------------------- |
| ottobre    | National Capital Championships 1973 Canberra, Australia Cemento Singolare - Doppio | Susan Alexander                            | non conosciuta (bandiera)        |               |                     |
| ottobre    | National Capital Championships 1973 Canberra, Australia Cemento Singolare - Doppio |                                            |                                  |               |                     |
| ottobre    | South American Championships 1973 Bogotà, Colombia Terra rossa Singolare - Doppio  | Raquel Giscafré                            | non conosciuta (bandiera)        |               |                     |
| ottobre    | South American Championships 1973 Bogotà, Colombia Terra rossa Singolare - Doppio  |                                            |                                  |               |                     |
| ottobre    | Pacific Coast Indoor Tournament 1973 Berkeley, USA Singolare - Doppio              | Mona Schallau                              | Marita Redondo                   |               |                     |
| ottobre    | Pacific Coast Indoor Tournament 1973 Berkeley, USA Singolare - Doppio              |                                            |                                  |               |                     |
| 14 ottobre | Barcelona Ladies Open 1973 Barcellona, Spagna Terra rossa Singolare - Doppio       | Helga Schultze-Hösl 6-2 7-5                | Nathalie Fuchs                   |               |                     |
| 14 ottobre | Barcelona Ladies Open 1973 Barcellona, Spagna Terra rossa Singolare - Doppio       | Victoria Baldovinos Mimi Wikstedt 8-6 6-4  | Michèle Gurdal Nathalie Fuchs    |               |                     |
| 14 ottobre | South Coast Championships 1973 Southport, Australia Singolare - Doppio             | Nerida Gregory 6-2 6-0                     | Janet Fallis                     |               |                     |
| 14 ottobre | South Coast Championships 1973 Southport, Australia Singolare - Doppio             |                                            |                                  |               |                     |
| 17 ottobre | Japan Open Tennis Championships 1973 Osaka e Tokyo, Giappone Singolare - Doppio    | Evonne Goolagong Cawley 7-6 6-3            | Helga Niessen Masthoff           |               |                     |
| 17 ottobre | Japan Open Tennis Championships 1973 Osaka e Tokyo, Giappone Singolare - Doppio    |                                            |                                  |               |                     |
| 21 ottobre | Melia Trophy 1973 Madrid, Spagna Terra rossa Singolare - Doppio                    | Helga Schultze-Hösl 6-1 6-2                | Michèle Gurdal                   |               |                     |
| 21 ottobre | Melia Trophy 1973 Madrid, Spagna Terra rossa Singolare - Doppio                    | Helga Hoesl Renáta Tomanová 6-2 6-4        | Ana Maria Pinto Bravo Ines Roget |               |                     |
| 27 ottobre | Aberavon Cup 1973 Aberavon, Gran Bretagna Campo indoor Singolare - Doppio          | Virginia Wade 6-3 6-1                      | Julie Heldman                    |               |                     |
| 27 ottobre | Aberavon Cup 1973 Aberavon, Gran Bretagna Campo indoor Singolare - Doppio          | Marita Redondo Virginia Wade 4-6, 6-3, 7-6 | Julie Heldman Ann Kiyomura       |               |                     |

### Novembre
| Settimana   | Torneo                                                                                               | Vincitore                                  | Finalista                                        | Semifinalisti | Eliminati ai quarti |
| ----------- | --- | ------------------------------------------ | ------------------------------------------------ | ------------- | ------------------- |
| novembre    | Border Championships 1973 East London, Sudafrica Cemento Singolare - Doppio                          | Linky Boshoff 7-5 6-1                      | Ilana Kloss                                      |               |                     |
| novembre    | Border Championships 1973 East London, Sudafrica Cemento Singolare - Doppio                          |                                            |                                                  |               |                     |
| novembre    | Queensland Hard Court Championships 1973 Ipswich, Australia Terra rossa Singolare - Doppio           | Nerida Gregory                             | non conosciuta (bandiera)                        |               |                     |
| novembre    | Queensland Hard Court Championships 1973 Ipswich, Australia Terra rossa Singolare - Doppio           |                                            |                                                  |               |                     |
| 3 novembre  | Edinburgh Cup 1973 Edimburgo, Gran Bretagna Terra rossa Singolare - Doppio                           | Virginia Wade 6-4 3-6 6-1                  | Julie Heldman                                    |               |                     |
| 3 novembre  | Edinburgh Cup 1973 Edimburgo, Gran Bretagna Terra rossa Singolare - Doppio                           | Marita Redondo Virginia Wade 6–1, 2–6, 6–4 | Julie Heldman Ann Kiyomura                       |               |                     |
| 4 novembre  | Victorian Hard Court Championships 1973 Grace Park, Australia Terra rossa Singolare - Doppio         | Dianne Fromholtz 3-6 6-4 6-3               | Judy Tegart-Dalton                               |               |                     |
| 4 novembre  | Victorian Hard Court Championships 1973 Grace Park, Australia Terra rossa Singolare - Doppio         |                                            |                                                  |               |                     |
| 4 novembre  | Western Australian Hard Court Championships 1973 Grenville, Australia Terra rossa Singolare - Doppio | Vicki Lancaster 6-2 2-6 6-2                | Keryl Chute                                      |               |                     |
| 4 novembre  | Western Australian Hard Court Championships 1973 Grenville, Australia Terra rossa Singolare - Doppio |                                            |                                                  |               |                     |
| 5 novembre  | Eastern Suburb Hard Court Championships 1973 Coogee, Australia Terra rossa Singolare - Doppio        | Dianne Fromholtz Balestrat 6-3 6-1         | Jenny Walker                                     |               |                     |
| 5 novembre  | Eastern Suburb Hard Court Championships 1973 Coogee, Australia Terra rossa Singolare - Doppio        | Emerson Jan Lehane O'Neill 6-3 7-6         | Jenny Dimond Dianne Fromholtz                    |               |                     |
| 10 novembre | Billingham Cup 1973 Billingham, Gran Bretagna Campo indoor Singolare - Doppio                        | Virginia Wade 6-0 6-2                      | Nathalie Fuchs                                   |               |                     |
| 10 novembre | Billingham Cup 1973 Billingham, Gran Bretagna Campo indoor Singolare - Doppio                        | Marita Redondo Virginia Wade 6-7, 6-3, 6-2 | Glynis Coles-Bond Sharon Walsh                   |               |                     |
| 11 novembre | South Queensland Championships 1973 Ipswich, Australia Singolare - Doppio                            | Wendy Turnbull 6-1 6-2                     | Julie Hanrahan                                   |               |                     |
| 11 novembre | South Queensland Championships 1973 Ipswich, Australia Singolare - Doppio                            |                                            |                                                  |               |                     |
| 17 novembre | Bremar Cup 1973 Londra, Gran Bretagna Campo indoor Singolare - Doppio                                | Virginia Wade 6-2 3-6 7-5                  | Julie Heldman                                    |               |                     |
| 17 novembre | Bremar Cup 1973 Londra, Gran Bretagna Campo indoor Singolare - Doppio                                | Lesley Charles Glynis Coles 6-3 7-5        | Virginia Ruzici Mariana Simionescu               |               |                     |
| 18 novembre | New Zealand Hard Court Championships 1973 Christchurch, Nuova Zelanda Terra rossa Singolare - Doppio | Dianne Fromholtz                           | Janet Young                                      |               |                     |
| 18 novembre | New Zealand Hard Court Championships 1973 Christchurch, Nuova Zelanda Terra rossa Singolare - Doppio |                                            |                                                  |               |                     |
| 25 novembre | WTA Argentine Open 1973 Buenos Aires, Argentina Terra rossa Singolare - Doppio                       | Julie Heldman 6-3 6-1                      | Fiorella Bonicelli                               |               |                     |
| 25 novembre | WTA Argentine Open 1973 Buenos Aires, Argentina Terra rossa Singolare - Doppio                       | Julie Heldman Fiorella Bonicelli 7-5 6-3   | Beatrix Araujo Raquel Giscafré                   |               |                     |
| 25 novembre | Baltimore Invitation 1973 Baltimora, USA Campo indoor Singolare - Doppio                             | Rosie Casals 3-6 7-6 6-4                   | Billie Jean King                                 |               |                     |
| 25 novembre | Baltimore Invitation 1973 Baltimora, USA Campo indoor Singolare - Doppio                             | Rosie Casals Billie Jean King 3-6 6-4 6-2  | Françoise Dürr Betty Stöve                       |               |                     |
| 25 novembre | Queensland Hard Court Championships 1973 Ipswich, Australia Terra rossa Singolare - Doppio           | Nerida Gregory 10-8 1-6 6-2                | Marilyn Tesch                                    |               |                     |
| 25 novembre | Queensland Hard Court Championships 1973 Ipswich, Australia Terra rossa Singolare - Doppio           |                                            |                                                  |               |                     |
| 25 novembre | Borden Classic 1973 Tokyo, Giappone Singolare - Doppio                                               | Billie Jean King 6-4 6-4                   | Nancy Richey                                     |               |                     |
| 25 novembre | Borden Classic 1973 Tokyo, Giappone Singolare - Doppio                                               |                                            |                                                  |               |                     |
| 25 novembre | South Australian Open 1973 Adelaide, Australia Erba Singolare - Doppio                               | Janet Young 7-5 6-1                        | Dianne Fromholtz Balestrat                       |               |                     |
| 25 novembre | South Australian Open 1973 Adelaide, Australia Erba Singolare - Doppio                               | Janet Young Janet Fallis 7-6 6-3           | Jenny Dimond-Gardiner Dianne Fromholtz Balestrat |               |                     |

### Dicembre
| Settimana   | Torneo                                                                                    | Vincitore                                       | Finalista                                      | Semifinalisti | Eliminati ai quarti |
| ----------- | ----------------------------------------------------------------------------------------- | ----------------------------------------------- | ---------------------------------------------- | ------------- | ------------------- |
| 2 dicembre  | Australian Hard Court Championships 1973 Sydney, Australia Terra rossa Singolare - Doppio | Dianne Fromholtz Balestrat 6-1 7-5              | Ann Kiyomura                                   |               |                     |
| 2 dicembre  | Australian Hard Court Championships 1973 Sydney, Australia Terra rossa Singolare - Doppio | Emmerson Jan Lehane O'Neill 7-6 4-6 7-6         | Peggy Michel Janet Young                       |               |                     |
| 2 dicembre  | Jungle Indoor Tennis Tournament 1973 Port Washington, USA Campo indoor Singolare - Doppio | Mimi Karanek 6-4 5-7 7-6                        | Pat Stewart                                    |               |                     |
| 2 dicembre  | Jungle Indoor Tennis Tournament 1973 Port Washington, USA Campo indoor Singolare - Doppio |                                                 |                                                |               |                     |
| 9 dicembre  | Queensland Open 1973 Brisbane, Australia Erba Singolare - Doppio                          | Janet Young 6-1 6-4                             | Kazuko Sawamatsu                               |               |                     |
| 9 dicembre  | Queensland Open 1973 Brisbane, Australia Erba Singolare - Doppio                          | Ann Kiyomura Kazuko Sawamatsu 6-2 7-6           | Peggy Michel Janet Young                       |               |                     |
| 10 dicembre | Brazilian International 1973 San Paolo, Brasile Terra rossa Singolare - Doppio            | Julie Heldman 6-1 6-2                           | Fiorella Bonicelli                             |               |                     |
| 10 dicembre | Brazilian International 1973 San Paolo, Brasile Terra rossa Singolare - Doppio            | Ingrid Lofdahl-Bentzer Julie Heldman 3-6 ritiro | Fiorella Bonicelli Raquel Giscafré             |               |                     |
| 16 dicembre | OFS Championships 1973 Bloemfontein, Sudafrica Cemento Singolare - Doppio                 | Ilana Kloss 6-2 7-5                             | Linky Boshoff                                  |               |                     |
| 16 dicembre | OFS Championships 1973 Bloemfontein, Sudafrica Cemento Singolare - Doppio                 |                                                 |                                                |               |                     |
| 16 dicembre | Western Australian Open 1973 Perth, Australia Erba Singolare - Doppio                     | Evonne Goolagong Cawley 7-5 6-1                 | Kerry Harris                                   |               |                     |
| 16 dicembre | Western Australian Open 1973 Perth, Australia Erba Singolare - Doppio                     | Evonne Goolagong Cawley Peggy Michel walkover   | Margaret Smith Court Janet Young               |               |                     |
| 22 dicembre | Western Province Championships 1973 Città del Capo, Sudafrica Cemento Singolare - Doppio  | Ilana Kloss 6-4 6-3                             | Brenda Kirk                                    |               |                     |
| 22 dicembre | Western Province Championships 1973 Città del Capo, Sudafrica Cemento Singolare - Doppio  | Patricia Bostrom Sharon Walsh 6-4 6-3           | Brenda Kirk Laura Rossouw                      |               |                     |
| 23 dicembre | Tasmanian Open 1973 Hobart, Australia Erba Singolare - Doppio                             | Dianne Fromholtz Balestrat 6-4 4-6 6-4          | Helen Gourlay-Cawley                           |               |                     |
| 23 dicembre | Tasmanian Open 1973 Hobart, Australia Erba Singolare - Doppio                             | Helen Gourlay-Cawley Karen Krantzcke 6-2 6-1    | Jackie Fayter-Hough Dianne Fromholtz Balestrat |               |                     |
| 26 dicembre | Sydney Manly Seaside Championships 1973 Sydney, Australia Singolare - Doppio              | Frances Luff                                    | non conosciuta (bandiera)                      |               |                     |
| 26 dicembre | Sydney Manly Seaside Championships 1973 Sydney, Australia Singolare - Doppio              |                                                 |                                                |               |                     |
| 31 dicembre | Eastern Province Championships 1973 Port Elizabeth, Sudafrica Cemento Singolare - Doppio  | Ilana Kloss 6-4 3-6 7-5                         | Linky Boshoff                                  |               |                     |
| 31 dicembre | Eastern Province Championships 1973 Port Elizabeth, Sudafrica Cemento Singolare - Doppio  |                                                 |                                                |               |                     |